# ERENET
ERENET (akronim od Entrepreneurship Research and Education NETwork - Istraživačka i obrazovna mreža centralno-evropskih univerziteta iz oblasti preduzetništva) je mreža istraživača, pojedinaca i institucija koja se bavi istraživanjima u oblasti preduzetništva i malih i srednjih preduzeća. Mreža funkcioniše po principima otvorenosti, uzajamnog partnerstva i saradnje između članova. Osnovni cilj mreže je podsticanje istraživanja u oblasti malog i srednjeg biznisa, kao i razvoj nastavnih programa i obrazovnog materijala među univerzitetima i institutima u Centralnoj i Istočnoj Evropi.

## Istorija
je osnovan 2005. godine na inicijativu Péter Szirmai, direktora Centra za razvoj malog biznisa (engl. Small Business Development Centre) pri Univerzitetu ekonomskih nauka i javne administracije u Budimpešti (današnji Corvinus Univerzitet), sledeći preporuke stručnjaka koje su izložene na sastanku pod nazivom „Dobro upravljanje za MSP“ održanom u aprilu 2004. godine u organizaciji Ekonomske komisije Ujedinjenih nacija za Evropu (UNECE) – u Palati nacija u Ženevi. Naučni direktor mreže je , penzionisani regionalni savetnik UN za preduzetništvo i MSP. ERENET trenutno ima 170 akademskih članova iz 41 zemlje.

## Ciljevi i osnovna područja delatnosti-a
Da bi realizovale postavljene ciljeve, partnerske institucije su definisale sledeće aktivnosti:
- Kreiranje međunarodne mreže visokog obrazovanja za obrazovanje i istraživanja iz oblasti preduzetništva.
- Obezbeđivanje razmene informacija, kojom se članice međusobno upoznaju sa nastavnim programima i istraživanjima.
- Izrada i sprovođenje zajedničkih istraživačkih projekata[2][3]
- Prikupljanje najbolje prakse iz preduzetničkog obrazovanja, izrada novih silabusa i nastavnih planova i programa.[4]
- Obezbeđivanje preporuka i saveta kreatorima nacionalnih politika, razvoja preduzetništva i MSP, naročito u regionima kao što su Centralnoistočna Evropa, Crnomorska ekonomska saradnja i Jugoistočna Evropa.[5]
- Organizovanje konferencija, radionica, seminara u oblasti preduzetništva i razvoja MSP.
- Promovisanje razmene profesora, istraživača i studenata.
- Razvoj naučnog časopisa ERENET Profile koji kvartalno izlazi u elektronskoj formi.[6]

## Pravni status
U skladu sa međunarodnom praksom, ERENET je osnovan kao međunarodna, neprofitna, neregistrovana, nevladina organizacija. Članovi samostalno odlučuju o učešću na određenim projektima i međusobnoj podršci prilikom organizovanja različitih događaja, a rezultatima svog naučnoistraživačkog rada doprinose stvaranju zajedničkog intelektualnog kapitala. Centar mreže se nalazi na Corvinus univerzitetu u Budimpešti, gde se nalaze sekretarijat i naučni direktor koji organizuje aktivnosti mreže. Od 2009. godine formirana je kancelarija ERENET-a za Jugoistočnu Evropu čije sedište je na Institutu ekonomskih nauka u Beogradu. Plenarno zasedanje održava se na godišnjoj skupštini, na kojoj svi članovi imaju pravo učešća. Interesantno je da je Peta godišnja skupština, održana je 20. maja 2011. godine u Budimpešti, za vreme trajanja mađarskog predsedavanja Evropskom unijom. Poslednja Šesta godišnja skupštinaodržana je u periodu 11-12. april 2013. godine u gradu Targu-Mures u Rumuniji. U okviru ovogodišnjeg okupljanja članova ERENET održana je i radionica na kojoj su predstavljeni radovi iz oblasti inovacione politike Evropske unije i prezentovane najbolje prakse u procesu edukacije kadrova iz oblasti preduzetništva i promocije malih i srednjih preduzeća. ERENET ima izvršni odbor koji okuplja članove međunarodne redakcije naučnog časopisa ERENET Profile koji se periodično izdaje. Članstvo u mreži je dobrovoljno, članarina se ne plaća što je u značajnoj meri doprinelo širenju mreže, odnosno pridruživanju članova iz zemalja Centralnoistočne i Jugoistočne Evrope.

## Spoljašnje veze
- Zvanična internet stranica organizacije